# 리영찬
리영찬(李永燦, 1937년 4월 24일~)은 조선민주주의인민공화국의 화가이다.

## 저서
- 『원근화법』(1965년)
- 『유화수복과 묘사』

## 논문
- 「사실주의 미술과 원근화법」
- 「회화예술창작에서 원근법을 잘 지키자」